# 1029. grenadirski polk (Wehrmacht)
1029. grenadirski polk (izvirno nemško 1029. Grenadier-Regiment; kratica 1029. GR) je bil pehotni polk Heera v času druge svetovne vojne.

## Zgodovina
Polk je bil ustanovljena 5. marca 1944 v Cottbusu; 11. maja istega leta je bil polk razpuščen in moštvo dodeljeno Tankovskogrenadirski diviziji Großdeutschland.